# Protexarnis inermis
Protexarnis inermis är en fjärilsart som beskrevs av Corti och Max Wilhelm Karl Draudt 1933. Protexarnis inermis ingår i släktet Protexarnis och familjen nattflyn. Inga underarter finns listade i Catalogue of Life.